# 富山県庁
富山県庁（とやまけんちょう）は、地方公共団体である富山県の行政機関（役所）である。

## 概要
- 1920年に常願寺川で県営の電気事業を始めるなど様々な施策を行っている。また、現在の県庁舎は1935年に完成した[1]もので、建設前には都道府県主導の事業としては初めて土地区画整理事業を行った[2]。
- 官民一体で「とやま」ブランドの発信育成を目的とした「とやまブランド推進本部」を2005年5月に発足した。その一環で現在、富山県出身の著名人（タレントなど）が「とやま大使」として任命されている（現在は柴田理恵、滝田洋二郎、立川志の輔、藤子不二雄A、田中耕一など10名）。

## 歴史
- 1883年5月9日 - 石川県から分離して富山県置県。
- 1930年3月 - 富山城址内にあった県庁舎が火災により焼失。
- 1935年8月 - 現在地に新築移転。
- 2015年 - 富山県庁本館が登録有形文化財に登録[3]。

## 組織
※以下、右にある[表示]をクリックすると一覧表示される。
- 知事
  - 副知事
    - 知事政策局
      - 成長戦略室、デジタル化推進室、働き方改革・女性活躍推進室、広報課

    - 危機管理局
      - 防災危機管理課、消防課

    - 地方創生局
      - ワンチームとやま推進室、総合交通政策室､観光振興室、スポーツ振興課

    - 経営管理部
      - 人事課、総務課、情報政策課、財政課、管財課、税務課、統計調査課、学術振興課

    - 生活環境文化部
      - 県民生活課、文化振興課、環境政策課、自然保護課、環境保全課、国際課

    - 厚生部
      - 厚生企画課、高齢福祉課、障害福祉課、医務課、生活衛生課、くすり政策課、こども支援課、健康対策室

    - 商工労働部
      - 商工企画課、労働政策課、地域産業支援課、立地通商課

    - 農林水産部
      - 農林水産企画課、農産食品課、農業技術課、農村整備課、森林政策課、水産漁港課、農業経営課、農村振興課

    - 土木部
      - 管理課、建設技術企画課、都市計画課、河川課、砂防課、建築住宅課、道路課、港湾課、営繕課

    - 出納局
      - 検査室、出納課、総務会計課

    - 企業局
      - 経営管理課、電気課、水道課

    - 議会事務局
      - 総務課、議事課

    - 教育委員会
      - 教育企画課、県立学校課、小中学校課、生涯学習・文化財室、教職員課、保健体育課

    - 公安委員会
      - 公安委員会
      - 警察本部

    - 選挙管理委員会事務局
    - 監査委員事務局
    - 人事委員会事務局
    - 労働委員会事務局
    - 収用委員会事務局
    - 富山海区漁業調整委員会
    - 内水面漁場管理委員会

## 主要出先機関
- 厚生部
  - 厚生センター（保健所、本所：新川・中部・高岡・砺波、支所：魚津・射水・氷見・小矢部）
  - 児童相談所（富山・高岡）
  - 富山県立中央病院
- 農林水産部
  - 農林振興センター（新川・富山・高岡・砺波）
- 土木部
  - 土木センター（新川・富山・高岡・砺波）
  - 土木事務所（入善・立山・氷見・小矢部）
  - ダム管理事務所
- 出納局
  - 出納室（富山・魚津・高岡・砺波）